# 大垣市立赤坂中学校
大垣市立赤坂中学校（おおがきしりつ あかさかちゅうがっこう）は、岐阜県大垣市赤坂町にある公立中学校。

## 沿革
- 1947年（昭和22年）4月 - 不破郡赤坂町に赤坂町立赤坂中学校として開校。赤坂小学校の校舎の一部を仮校舎とする。
- 1948年（昭和23年）9月8日 - 青墓村が学校組合立不破中学校から離脱。赤坂町と青墓村で学校組合を設立し、不破郡赤坂町青墓村学校組合立赤坂中学校となる。青墓分校を設置。
- 1949年 （昭和24年）
  - 1月 - 新たな校地として、矢橋龍吉から赤坂宿お茶屋屋敷の西半分の土地（現在地）の無償提供を受ける。
  - 9月12日 - 校舎（第一期）が完成し、移転。青墓分校を廃止。
- 1950年（昭和25年）10月16日 - 校舎（第二期）が完成。
- 1954年（昭和29年）
  - 4月1日 - 安八郡南平野村の一部（青木・草道島）が赤坂町に編入されたことにより、この地域の生徒は安八郡学校組合立神戸中学校から赤坂中学校に移る。
  - 9月1日 - 赤坂町と青墓村が合併して赤坂町となる。同時に赤坂町立赤坂中学校に改称する。
- 1967年（昭和42年） 9月1日 - 赤坂町が大垣市に編入される。同時に大垣市立赤坂中学校に改称する。

## 表彰実績
- 1951年 11月 - 優良校施設として文部科学大臣より表彰
- 1972年 12月 - 東海三県学校図書館コンクール地区優秀賞受賞
- 1987年 8月 - ハンドボール部全国大会に出場
- 1989年 8月 - ハンドボール部全国大会に出場
- 1990年 3月 - テニス部全国大会に出場
- 1992年 1月 - 学校研究の部(体力つくりの部)財団法人日動火災教育振興基金より表彰
- 1994年 3月 - 第43回「全国小・中学校PTA新聞コンクール」で優秀賞受賞
- 2006年 2月 - 学校図書館コンクール「最優秀賞」受賞

## 通学区域
出典
- 赤坂町（930の1から930の8を除）
- 池尻町
- 興福地町1丁目、2丁目、3丁目、4丁目
- 草道島町
- 青木町
- 南市橋町
- 枝郷1丁目、2丁目、3丁目、4丁目、5丁目
- 菅野1丁目、2丁目、3丁目、4丁目
- 赤坂新町1丁目、2丁目、3丁目、4丁目
- 神明1丁目、2丁目、3丁目、4丁目、5丁目、6丁目
- 赤坂新田1丁目、2丁目、3丁目
- 赤坂東町
- 赤坂大門1丁目、2丁目、3丁目
- 青墓町
- 青墓町1丁目、2丁目、3丁目、4丁目、5丁目
- 青野町
- 榎戸町1丁目、2丁目、3丁目
- 矢道町1丁目、2丁目、3丁目
- 昼飯町（683の2、683の8、683の9、686の2、687、688の1、689の1、690の4、881の2、882の4から882の7、906の2、906の5を除く）
- 稲葉東1丁目、2丁目、3丁目
- 稲葉西1丁目、2丁目
- 稲葉北1丁目、2丁目、3丁目

## 進学前小学校
- 赤坂小学校
- 青墓小学校

## 交通アクセス
- 東海道本線（美濃赤坂支線）美濃赤坂駅下車
- 名阪近鉄バスバス停 虚空蔵口停留所下車徒歩3分